# Ді Лемптон
Ді Лемптон (англ. Dee Lampton; 6 жовтня 1898 — 2 вересня 1919) — американський кіноактор німого кіно.

## Життєпис
Ді Лемптон народився у Форт-Верті, штат Техас, і помер у Нью-Йорку, Нью-Йорк у віці 20 років від апендициту.
З'явився у 52 фільмах між 1915 та 1920 роками. Він був одним з постійних членів команди акторів Гарольда Роуча і мав дуже важкий характер. Його останній фільм для Роуча не виходив понад рік після його смерті внаслідок нещасного випадку з Гарольдом Ллойдом під час виконання трюку з бомбою.

## Вибрана фільмографія
- 1915 — Вечір у мюзик-холі / A Night in the Show — товстун
- 1919 — Будьте моєю дружиною / Be My Wife
- 1919 — В мене своя дорога / I'm on My Way
- 1919 — Заплатіть належне / Pay Your Dues
- 1919 — З рук до рота / From Hand to Mouth
- 1919 — Компанія китайське рагу / Chop Suey & Co.
- 1919 — Натикаючись на Бродвей / Bumping Into Broadway
- 1919 — Не штовхайтесь / Don't Shove
- 1919 — Перерахуйте свою зміну / Count Your Change
- 1919 — Семмі в Сибіру / A Sammy In Siberia
- 1919 — Тільки його батько / His Only Father
- 1919 — Ходіть! Ходіть! Вирушайте! / Going! Going! Gone!
- 1920 — Поява привидів / Haunted Spooks